# Gerhard Langlois van Ophem
PGerhard Langlois van Ophem – belgijski kierowca wyścigowy.

## Kariera
W wyścigach samochodowych van Ophem poświęcił się głównie startom zaliczanym do klasyfikacji Mistrzostw Świata Samochodów Sportowych. W latach 1963-1965 Belg pojawiał się w stawce 24-godzinnego wyścigu Le Mans. W pierwszym sezonie startów odniósł zwycięstwo w klasie GT 3.0, a w klasyfikacji generalnej stanął na drugim stopniu podium. Rok później był piąty w klasie P 5.0.